# A Touch of Larceny
A Touch of Larceny (bra: Quase um Criminoso) é um filme de comédia britânico de 1959, dirigido por Guy Hamilton e distribuição da Paramount Pictures. O roteiro é baseado no romance The Megstone Plot (1956), de Paul Winterton que usou o pseudônimo Andrew Garve.

## Elenco
- James Mason...Comandante Max Easton
- George Sanders...Sir Charles Holland
- Vera Miles...Virginia Killain
- Oliver Johnston...Ministro
- Robert Flemyng...Comandante John Larkin
- William Kendall...Tom
- Duncan Lamont...Gregson
- Harry Andrews...Capitão Graham
- Peter Barkworth...Subtenente Brown
- Rachel Gurney...Clara Holland
- Martin Stephens...John Holland
- Waveney Lee...Marcia Holland
- Charles Carson...Robert Holland
- Junia Crawford...Susan
- Henry B. Longhurst...membro do clube

## Indicação a prêmio
- Foi indicado ao BAFTA como melhor roteiro mas perdeu para  The Angry Silence.